# Сомапура Махавихара
Сомапура Махавихара (на бенгалски: সোমপুর মহাবিহার) е полуразрушен будистки манастир край село Пахарпур в Северозападен Бангладеш.
Той е най-значимият предислямски архитектурен паметник в страната, като изграждането му започва в края на VIII век с възхода на махаяна будизма в Бенгал. Около същинския манастир се формира селище, което е важен религиозен и интелектуален център до XII век, след което постепенно запада и е изоставен. Комплексът е един от най-големите в Южна Азия и оказва силно влияние върху будистката архитектура в региона и дори в Камбоджа.
През 1985 година манастирът е включан в Списъка на световното наследство на ЮНЕСКО под името Развалини на будистката вихара в Пахарпур.